# مصطفى حافظ
مصطفى حافظ، ضابط مصري، وهو معروف في فلسطين،  وهنالك  مدرسة باسمه في قطاع غزة، وشارع .
وقد كافح ضد الاستعمار والاحتلال الصهيوني، بأسماء قيادات مصرية بارزة كان لها السبق في مجال انتقاء العناصر الفدائية الفلسطينية، وتدريبها على حمل السلاح للدفاع عن بلادهم ضد المغتصب الصهيوني، وفي مقدمة هؤلاء «الشهيد مصطفى حافظ»، أسطورة الجيش المصري، والأب الروحي للفدائيين الفلسطينيين الذي استطاع أن يدمي الاحتلال، ويكبده خسائر فادحة، عبر عمليات بطولية جبارة، فظل الاحتلال يسعى خلفه على أمل أن يصل إليه ويقضي عليه، وللأسف وصل إليه الجبناء عبر عملية تفجيرية خسيسة، فارتقى شهيدا، وما زال شارع «مصطفى حافظ» في قطاع غزة حتى الآن شاهدا على اعتزاز، وتقدير الشعب الفلسطيني، وبخاصة أهالي قطاع غزة للبطل المصري، أبو المقاومة الفلسطينية.

## مولده ونشأته
ولد في قرية زاويه البقلي _مركز الشهداء محافظة المنوفية. تاريخ ميلاده 25 ديسمبر 1920 م. نشأ في بيئة مصرية صميمة لها طباع الريف من الشرف والإمانة والكرم. أشتهر مصطفى حافظ في طفولته بطيبة قلبه ولم يكن مشاكسا، حصل على الشهادة الابتدائية في عام 1934 وفي نفس العام التحق بمدرسة فؤاد الثانوية (مدرسة الحسينية الآن) ومن هنا بدأت معالم شخصيته تظهر في وضوح وجلاء ورجولة مبكرة وخلق ومواظبة.
اشترك في المظاهرات الضخمة التي كانت تخرج من مدرسة فؤاد واستمع قلبه في وعى إلى هتافات الحرية وإلى بشاعة كلمة الاستعمار، كما عرف في وعى دور الاستعمار في عرقلة تقدم الأمة العربية كلها.
ومصطفى حافظ رجل مصري من مدينة الأسكندرية التي يحمل أحد ميادينها اسمه الآن، كما أن له نصبا تذكاريا في غزة تبارى الإسرائيليون في تحطيمه عندما احتلوها بعد هزيمة يونيو 1967. كان (مصطفى حافظ) مسئولا عن تدريب الفدائيين وارسالهم داخل إسرائيل كما أنه كان مسئولا عن تجنيد العملاء لمعرفة مايجري بين صفوف العدو ووراء خطوطه، فقد كان (مصطفى حافظ) باعتراف الإسرائيليين من أفضل العقول المصرية، وهو ماجعله يحظى بثقة الرئيس جمال عبد الناصر فمنحه أكثر من رتبة استثنائية حتى أصبح عميدا وعمره لا يزيد على 34 سنة، كما أنه أصبح الرجل القوي في غزة التي كانت تابعة للإدارة المصرية بعد تقسيم فلسطين في عام 1947.

## حياته العسكرية
دخـل مصطفى حافظ الكلية الحربية بعد حصوله على البكالوريا وجاء تقـديره في سنـة دخـولـه أخلاقيا جـيدا وقـد اشتهر طـول حياتـه بالكلية بأنـه ذو الأعـصاب الحـديـديـة، وعـام1940م تخـرج من الكليـة الحربيـة وكان من الـمتفـوقين وفي الـسـابع مـن سبتمبـر 1940 عـين ملازما بسلاح الفرسان وبدأت شخصيته تفرض نفسها في كل مكان يحل فيه في عام 1943 حصل على فرقة طبوغرافيا وفي سنة 1945 حصل على فرقة أسلحة صغيرة وفي ديسمبر 1951 حصل على فرقة تعليم شئون إدارية بامتياز وفي 13 أكتوبر 1955 حصل على فرقة مدرعة ورقى إلى رتبة صاغ

## في فلسطين
في 3 يوليو 1948 نقل اليوزباشى إلى إدارة الحاكم الإدارى العام لغزة وفي 16 أكتوبر 1948 عين حاكما لرفح وفي 8 نوفمبر 1948 نقل مأمورا لمركز القصير في البحر الأحمر. سافر إلى غزة أواخر عام 1951 وإسرائيل تعتدى على اللاجئين في قطاع غزة. كان مصطفى حافظ أبا لكل الفدائيين تولى بنفسه عملية تدريب الفدائيين الذين دخلوا إلى قلب إسرائيل. نظم جيش فلسطين. في عام 1955 وقع حادث خان يونس ودمرت إسرائيل بصورة بشعة المستشفى والبيوت وفي نفس الليلة عقد اجتماع مع الفدائيين ورسم خطة ضخمة لدخول إسرائيل وقام بغزوات على تل أبيب حتى أن كانت لا تنام خوفا من ضربات رجال مصطفى حافظ والفدائيين الذي كان قائدهم صلاح مصطفى
وبرغم السنوات الطويلة التي قضاها مصطفى حافظ في محاربة الإسرائيليين الا انه لم يستطع رجل واحد في كافة أجهزة المخابرات الإسرائيلية أن يلتقط له صورة من قريب أو من بعيد، لكن برغم ذلك سجل الإسرائيليون في تحقيقاتهم مع الفدائيين الذين قبضوا عليهم انه رجل لطيف يثير الاهتمام والاحترام ومخيف في مظهره وشخصيته.
وكانت هناك روايات أسطورية عن هروبه الجريء من معتقل أسرى إسرائيلي أثناء حرب 1948، وقد عين في منصبه في عام 1949 وكانت مهمته إدارة كافة عمليات التجسس داخل إسرائيل والاستخبارات المضادة داخل قطاع غزة والإشراف على السكان الفلسطينيين، وفي عام 1955 أصبح مسئولا عن كتيبة الفدائيين في مواجهة الوحدة رقم 101 التي شكلها في تلك الأيام اريل شارون للإغارة على القرى الفلسطينية والانتقام من عمليات الفدائيين ورفع معنويات السكان والجنود الإسرائيليين، وقد فشل شارون فشلا ذريعا في النيل منه ومن رجاله وهو ما جعل مسئولية التخلص منه تنتقل إلى المخابرات الإسرائيلية بكافة فروعها وتخصصاتها السرية والعسكرية.

## اغتياله
في صباح يوم 13 يوليو من عام 1956 نشرت صحيفة الأهرام خبرا عابرا يقول: قتل العقيد مصطفى حافظ نتيجة ارتطام سيارته بلغم في قطاع غزة، وقد نقل جثمانه إلى العريش ومن هناك نقل جوا إلى القاهرة على الفور، ولم ينس الخبر أن يذكر أنه كان من أبطال حرب فلسطين وقاتل من أجل تحريرها.. لكنه تجاهل تماما انه كان أول رجل يزرع الرعب في قلب إسرائيل.
كان هناك خمسة رجال هم عتاة المخابرات الإسرائيلية في ذلك الوقت عليهم التخلص من مصطفى حافظ على رأسهم (ر) الذي كون شبكة التجسس في مصر المعروفة بشبكة «لافون» والتي قبض عليها في عام 1954
وكانت السبب المباشر وراء الإسراع بتكوين جهاز المخابرات العامة في مصر
والى جانب (ر) كان هناك ضابط مخابرات إسرائيلي ثان يسمى «أبو نيسان» وأضيف لهما «أبو سليم» و«اساف» و«أهارون» وهم رغم هذه الأسماء الحركية من أكثر ضباط الموساد خبرة بالعرب وبطباعهم وعاداتهم وردود أفعالهم السياسية والنفسية.
ويعترف هؤلاء الضباط الخمسة بأنهم كانوا يعانون من توبيخ رئيس الوزراء في ذلك الوقت ديفيد بن جوريون أول رئيس حكومة في إسرائيل والرجل القوي في تاريخها، وكانت قيادة الأركان التي وضعت تحت سيطرة موشى ديان أشهر وزراء الدفاع في إسرائيل فيما بعد في حالة من التوتر الشديد.
وكان من السهل على حد قول ضباط المخابرات الخمسة التحدث إلى يهوه (الله باللغة العبريه) في السماء عن التحدث مع موشى ديان خاصة عندما يكون الحديث عن براعة مصطفى حافظ في تنفيذ عملياته داخل إسرائيل ورجوع رجاله سالمين إلى غزة وقد خلفوا وراءهم فزعا ورعبا ورغبة متزايدة في الهجرة منهاوكان الحل الوحيد أمام الأجهزة الإسرائيلية هو التخلص من مصطفى حافظ مهما كان الثمن.
ووضعت الفكرة موضع التنفيذ ورصد للعملية مليون دولار، وهو مبلغ كبير بمقاييس ذلك الزمن، فشبكة «لافون» مثلا لم تتكلف أكثر من 10 آلاف دولار، وعملية اغتيال المبعوث الدولي إلى فلسطين اللورد برنادوت في شوارع القدس لم تتكلف أكثر من 300 دولار.
كانت خطة الاغتيال هي تصفية مصطفى حافظ بعبوة ناسفة تصل اليه بصورة أو بأخرى، لقد استبعدوا طريقة إطلاق الرصاص عليه، واستبعدوا عملية كوماندوز تقليدية، فقد فشلت مثل هذه الطرق في حالات أخرى من قبل، وأصبح السؤال هو: كيف يمكن إرسال ذلك «الشئ» الذي سيقتله اليه؟.
في البداية فكروا في إرسال طرد بريدي من غزة لكن هذه الفكرة أسقطت إذ لم يكن من المعقول أن يرسل طرد بريدي من غزة إلى غزة، كما استبعدت أيضا فكرة إرسال سلة فواكه كهدية إذ ربما ذاقها شخص آخر قبل مصطفى حافظ.
وأخيرا وبعد استبعاد عدة أفكار أخرى بقيت فكرة واحدة واضحة هي: يجب أن يكون «الشئ» المرسل مثيرا جدا للفضول ومهما جدا لمصطفى حافظ في نفس الوقت كي يجعله يتعامل معه شخصيا، شيء يدخل ويصل اليه مخترقا طوق الحماية الصارمة الذي ينسجه حول نفسه.
وبدأت الخطة تتبلور نحو التنفيذ، إرسال ذلك «الشئ» عن طريق عميل مزدوج وهو عميل موجود بالفعل ويعمل مع الطرفين، انه رجل بدوي في الخامسة والعشرين من عمره يصفه أبونيسان بأنه نموذج للخداع والمكر، كان هذا الرجل يدعى «طلالقة». لم يكن يعرف على حد قول ضابط الموساد أن مستخدميه من الإسرائيليين.
وبعد أن استقر الأمر على إرسال (الشئ) الذي سيقتل مصطفى حافظ بواسطة (طلالقة) بدأ التفكير في مضمون هذا الشئ، واستقر الرأى على أن يكون طردا بريديا يبدو وكأنه يحتوي على (شيء مهم) وهو في الحقيقة يحتوي على عبوة ناسفة.
ولم يرسل الطرد باسم مصطفى حافظ وانما أرسل باسم شخصية سياسية معروفة في غزة وهو بالقطع ما سيثير (طلالقة) فيأخذه على الفور إلى مصطفى حافظ الذي لن يتردد فضوله في كشف ما فيه لمعرفة علاقة هذه الشخصية بالإسرائيليين، وفي هذه اللحظة يحدث ما يخطط له الإسرائيليون وينفجر الطرد في الهدف المحدد.
وتم أختيار قائد شرطة غزة (لطفي العكاوي) ليكون الشخصية المثيرة للفضول التي سيرسل الطرد باسمها، وحتى تحبك الخطة أكثر كان على الإسرائيليين أن يسربوا إلى (طلالقة) إن (لطفي العكاوي) يعمل معهم بواسطة جهاز اتصال يعمل بالشيفرة، ولأسباب أمنية ستتغير الشيفرة، أما الشيفرة الجديدة فهي موجودة في الكتاب الموجود في الطرد المرسل اليه والذي سيحمله (طلالقة) بنفسه.
وأشرف على تجهيز الطرد (ج) عضو (الكيبوتس) في المنطقة الوسطى، وقد اكتسب شهرة كبيرة في اعداد الطرود المفخخه وكان ينتمي إلى منظمة ارهابية تسمى (أيستيل) كانت هي ومنظمة ارهابية أخرى اسمها ليحي تتخصصان في إرسال الطرود المفخخه إلى ضباط الجيش البريطاني أثناء احتلاله فلسطين لطردهم بعيدا عنها.
وأصبح الطرد جاهزا وقرار العملية مصدق عليه ولم يبق سوى التنفيذ، وتم نقل الطرد إلى القاعدة الجنوبية في بئر سبع وأصبح مسئولية رئيس القاعدة أبونيسان الذي يقول: "طيلة اليوم عندما كنا جالسين مع (طلالقة) حاولنا اقناعه بأننا محتارون في أمره، قلنا أن لدنيا مهمة بالغة الأهمية لكننا غير واثقين ومتأكدين من قدرته على القيام بها، وهكذا شعرنا بأن الرجل مستفز تماما، عندئذ قلنا له: حسنا رغم كل شيء قررنا تكليفك بهذه المهمة، اسمع يوجد رجل مهم جدا في قطاع غزة هو عميل لنا هاهو الكارت الشخصي الخاص به وها هو نصف جنيه مصري علامة الاطمئنان الينا وإلى كل من نرسله اليه والنصف الآخر معه أما العبارة التي نتعامل بها معه فهي عبارة: (أخوك يسلم عليك)!.
ويتابع ضابط المخابرات الإسرائيلي: كنا نواجه مشكلة نفسية كيف نمنع طلالقة من فتح الطرد قبل أن يصل إلى الهدف؟ وللتغلب على هذه المشكلة أرسلنا أحد الضباط إلى بئر سبع لشراء كتاب مشابه أعطاه لـ (طلالقة) قائلا: (هذا هو كتاب الشيفرة يحق لك تفقده ومشاهدته وبعد أن شاهده أخذه منه وخرج من الغرفة وعاد وبيده الكتاب الملغوم وسلمه له لكن (طلالقة) لعب اللعبة بكل برود على الرغم من بريق عينيه عندما تساءل: ولكن كيف ستعرفون أن الكتاب وصل؟ وكانت الإجابة: ستأتينا الرياح بالنبأ.
وفهم (طلالقة) من ذلك أنه عندما يبدأ (لطفي العكاوي) بالإرسال حسب الشيفرة الجديدة سيعرف الإسرائيليون انه نفذ المهمة وعندما حل الظلام خرج أحد رجال المخابرات الإسرائيلية المسئولين عن العملية ومعه (طلالقة) وركب سيارة جيب ليوصله إلى أقرب نقطة على الحدود وهناك ودعه واختفى (طلالقة) في الظلام لكن كان هناك من يتبعه ويعرف انه يأخذ طريقه إلى غزة.
وفي رحلة عودته إلى غزة كان الشك يملأ صدر (طلالقة).. وراح يسأل نفسه: كيف يكون (العكاوي) أقرب المساعدين إلى مصطفى حافظ عميلا إسرائيليا؟، وفكر في أن يذهب أولا إلى (العكاوي) لتسليمه ما يحمل وبالفعل ذهب إلى منزله فوجده قد تركه إلى منزل جديد لا يعرف عنوانه واحتار ما الذي يفعل؟ ثم حزم أمره وتوجه إلى منطقة الرمال في غزة حيث مقر مصطفى حافظ.
وحسب ماجاء في تقرير لجنة التحقيق المصرية التي تقصت وفاة مصطفى حافظ بأمر مباشر من الرئيس جمال عبد الناصر فإنه في 11 يوليو عام 1956 في ساعات المساء الأخيرة جلس مصطفى حافظ على كرسي في حديقة قيادته في غزة وكان قد عاد قبل يومين فقط من القاهرة، كان يتحدث مع أحد رجاله وإلى جانبه الرائد فتحي محمود وعمر الهريدي واليوزباشى حسين تمراز وفي نفس الوقت وصل اليهم (طلالقة) الذي سبق أن نفذ ست مهام مطلوبة منه في إسرائيل.
وقابله مصطفى حافظ وراح يروى له ماعرف عن (العكاوي)، وهو ما أزعج مصطفى حافظ الذي كان يدافع كثيرا عن (العكاوي) الذي اتهم أكثر من مرة بالاتجار في الحشيش، لكن هذه المرة يملك الدليل على ادانته بما هو أصعب من الحشيش؛ التخابر مع إسرائيل.
وقرر مصطفى حافظ أن يفتح الطرد ثم يغلقه من جديد ويرسله إلى (العكاوي)، أزال الغلاف دفعة واحدة عندئذ سقطت على الأرض قصاصة ورق انحنى لالتقاطها وفي هذه الثانية وقع الانفجار ودخل الرائد فتحي محمود مع جنود الحراسة ليجدوا أربعه أشخاص مصابين بجروح بالغة ونقلوا فورا إلى مستشفى تل الزهرة في غزة.
وفي تمام الساعة الخامسة صباح اليوم التالي استشهد مصطفى حافظ متأثرا بجراحه، وبقى الرائد عمر الهريدي معاقا بقية حياته في حين نجا مساعده حسين تمراز بأعجوبة بينما فقد (طلالقة) بصره، وأعتقل (العكاوي) لكن لم يعثروا في بيته على ما يدينه.
وبرغم مرور هذة السنين ما زال يصر الإسرائيليون على أنهم لم ينفذوا مثل هذه العملية ابدا، وبقيت أسرارها مكتومة هنا وهناك إلى أن كشفها الكاتب الإسرائيلي «يوسف أرجمان» مؤخرا في كتاب يحمل اسم «ثلاثون قضية استخبارية وأمنية في إسرائيل»، والذي لا نعرف هل ماذكره حقيقة أم خيال.
بقى ان نعرف إن الإسرائيليين عندما احتلوا غزة بعد حرب يونيو وجدوا صورة مصطفى حافظ معلقة في البيوت والمقاهي والمحلات التجارية وأنهم كان يخلعونها من أماكنها ويرمونها على الأرض ويدوسون عليها بالأقدام، وكان الفلسطينيون يجمعونها ويلفونها في أكياس كأنها كفن ويدفنونها تحت الأرض وهم يقرآون على روح صاحبها الفاتحة فهم لا يدفنون صورة وإنما يدفنون كائنا حيا.

## الرجل الظل في الدراما
وقد قدمت الإذاعة المصرية قصة حياة الرجل الظل البطل مصطفى حافظ في سهرة درامية كتبها الكاتب والسيناريست الدكتور وليد برهام، والاخراج د: محمود محجوب .